# Alfina Nassyrova
Alfina Nassyrova (Almatý, 11 de junio de 1988) es una modelo y reina de belleza de Kazajistán que representó a su país en Miss Universo 2008 en gala celebrada en Nha Trang, Vietnam, el 14 de julio de 2008, y en Miss Mundo 2008 en Johannesburgo, Sudáfrica, el 13 de diciembre de 2008. Aunque no pudo avanzar de ronda en Miss Universo, pudo colocarse entre las 15 finalistas en Miss Mundo.
Estudió manufactura textil en la Universidad Tecnológica de Almatý.